# Château Lafite Rothschild
Château Lafite Rothschild is een kasteel en wijngoed in Frankrijk. Het ligt in de Bordeaux in de gemeente Pauillac, direct aan de grens met Saint-Estèphe. Het ligt naast een ander beroemd wijngoed: Château Mouton-Rothschild.
De wijn van dit château is geclassificeerd als Premier Grand Cru Classé volgens het classificatiesysteem voor Bordeauxwijn van 1855. Het wijngoed omvat 107 hectare en er wordt ongeveer 78% cabernet sauvignon, 17% merlot, 4% cabernet franc en 1% petit verdot aangebouwd. Dit maakt het wijngoed een van de grotere in de Bordeaux. De tweede wijn van het wijngoed heet Carruades de Lafite.
Een goede Lafite-Rothschild is robuust in combinatie met veel verfijning en subtiele nuances. Een rijpe Lafite-Rothschild is vooral herkenbaar aan een karakteristiek 'bloemetje' in het bouquet.
De grond waarop de wijnstokken groeien is een kiezelbodem met daaronder een kalksteenbodem.
Als absolute topwijnen worden de wijnen uit 1848, 1864, 1870, 1899, 1900, 1921, 1934, 1953, 1959, 1982, 1986 en 1996, 1998, 2000, 2003, 2005, 2009 en 2010 beschouwd.

## Geschiedenis[4]
De wijngaard werd waarschijnlijk geplant in de laatste dertig jaar van de 17e eeuw. De familie Ségur (ook eigenaar van Château Latour) erfde het domein in 1716 en verkocht het in 1784 aan de puissant rijke Pierre de Pichard, president van het parlement van Bordeaux. Na zijn executie tijdens de Franse Revolutie werd het landgoed in 1797 verkocht aan Jan de Witt (1755-1809) die het domein vanwege financiële problemen echter weer te koop moest zetten. De verkoop vond plaats in december 1800, aan drie Nederlandse kooplieden namelijk Baron Jan Arend de Vos Van Steenwijk, Mr. Jan Willem Berg (1773-1802) en Johan (Jean) Goll van Franckenstein (1756-1821).
Zij bleven eigenaren totdat het domein in 1803 doorverkocht werd aan Madame Barbe-Rosalie Lemaire de echtgenote van Ignace-Joseph Vanlerberghe, een Nederlands graanhandelaar die voornamelijk aan het leger van Napoleon leverde. Na de dood van Vanlerberghe in 1866 verkochten zijn erfgenamen het château aan baron James de Rothschild in 1868 voor 4,4 miljoen frank. Baron James stierf hetzelfde jaar nog, maar het domein is niet meer uit handen van de familie De Rothschild geweest. Baron Eric de Rothschild nam in 1975 de leiding over het domein over van zijn oom baron Élie.
De tak van de familie De Rothschild die Lafite bezit is ook eigenaar van de wijngoederen Château Duhart-Milon, Château L'Evangile, Château Rieussec, Château Paradis Casseuil, Château Peyre-Lebade en Château d'Aussières in Frankrijk. Verschillende projecten van Domaines Barons de Rothschild (Lafite) lopen in Chili, Portugal, Argentinië en sinds 2008 in China nabij de Gele Zee.